# 술레이만 크르피치
술레이만 크르피치(보스니아어: Sulejman Krpić, 1991년 1월 1일 ~ )는 보스니아 헤르체고비나의 축구 선수이다. 포지션은 공격수이다. 현재 오스트레일리아 A리그 멘의 웨스턴 시드니 원더러스 FC 소속이다. K리그 등록명은 크르피치였다.